# Paul Burchill
Paul Kenneth Birchall (Guildford, (Surrey), 8 oktober 1979), beter bekend als "The Ripper" Paul Burchill, is een Engels professioneel worstelaar, die bekend was in de World Wrestling Entertainment (WWE).

## World Wrestling Entertainment
Paul Burchill was de kayfabe broer van Katie Lea Burchill.

## In worstelen
- Finishers
  - C–4 / Walking the Plank (Standing moonsault side slam)
  - Inverted swinging neckbreaker
  - Pumphandle sidewalk slam
  - Royal Mutilation (High–angle Fujiwara armbar)
  - Twisted Sister (Jumping neckbreaker)

- Signature moves
  - Brainbuster
  - Moonsault
  - No–handed suicide senton dive
  - Northern lights suplex
  - Rolling fireman's carry slam
  - Standing shooting star press
  - Suplex powerslam

- Managers
  - "Twisted Genius" Dean Ayass
  - Shelly Martinez
  - William Regal
  - Kristal Marshall
  - Holly and Molly
  - Katie Lea Burchill

- Bijnaam
  - "The Ripper"

## Erelijst
- International Wrestling Promotions
  - IWP Heavyweight Championship (1 keer)

- Ohio Valley Wrestling
  - OVW Heavyweight Championship (4 keer)
  - OVW Southern Tag Team Championship (1 keer met Stu Sanders)